# Honceari, Șîșakî
Honceari (în ucraineană Гончарі) este un sat în comuna Iareskî din raionul Șîșakî, regiunea Poltava, Ucraina.

## Demografie
Componența lingvistică a localității Honceari
     Ucraineană (100%)
Conform recensământului din 2001, toată populația localității Honceari era vorbitoare de ucraineană (100%).